# Tineo (kommun)
Tineo är en kommun i Spanien. Den ligger i den autonoma regionen Asturien i nordvästra delen av landet, 400 km nordväst om huvudstaden Madrid. Antalet invånare är 8 769 (2024).